# Wydawnictwo Śląsk
Wydawnictwo „Śląsk” este o editură poloneză de carte cu sediul în Katowice, care a funcționat din anii 1950 până în anii 1990. S-a specializat în publicarea cărților despre Silezia Superioară. Editura a publicat, printre altele, seriile de cărți Biblioteka Pisarzy Czeskich i Słowackich, Biblioteka Szarej Lilijki și Z medalionem.

## Cărți publicate (selecție)
1954: 
- Kalendarz górniczy 1955, Związek Zawodowy Górników w Polsce, Wydawnictwo Śląsk, Stalinogród, 1954 (320 p.)

1955: 
- Gustaw Morcinek, Z mojej ziemi, 1955 (247 p.)
- Edmund Osmańczyk, Z notatnika reportera, 1955 (388 p.)
- Marian Podkowiński, Między Odrą a Renem, 1955 (347 p.)
- Wilhelm Szewczyk, Z wami przyjaciele, 1955 (248 p.)

1956: 
- Włodzimierz Hołubowicz, Opole w wiekach X-XII, 1956 (358 p.)
- Erich Maria Remarque, Droga powrotna, trad. de Ludwik Szczepański, 1956 (274 p.)
- Erich Maria Remarque, Na Zachodzie bez zmian, trad. de Stefan Napierski, 1956 (203 p.)
- Zygmunt Sztaba, Maminsynek. Komedia w 3 aktach, 1956 (52 p.)
- Jakob Wassermann, Niewolnicy życia, trad. de Leopold Staff, 1956 (302 p.)
- Andrzej Wydrzyński, Pamięć teatru, 1956 (382 p.)

1957: 
- Ambrose Bierce, Robin N. Illingworth, Człowiek zza burty, 1957 (32 p.)
- Arka Bożek, Pamiętniki, prefață de Edmund Osmańczyk, 1957 (349 p.)
- Antoni Gładysz, Jan Dzierżoń. Polski pszczelarz o światowej sławie, 1957 (56 p.)
- Kazimierz Gołba, Wieża spadochronowa. Harcerze śląscy we wrześniu 1939, 1957 (185 p.)
- Zofia Kossak-Szczucka, Laska Jakubowa, 1957 (160 p.)
- Teodor Jeske-Choiński, Gasnące słońce, 1957 (443 p.)
- Adolf Niedworok, Opolskie słowa, postfață de Wilhelm Szewczyk, 1957 (48 p.)
- Magdalena Samozwaniec, Na ustach grzechu, ilustr. de Gwidon Miklaszewski, ed. a II-a, 1957 (138 p.)
- Tadeusz Schiele, Spitfire. Wspomnienia lotnika, 1957 (193 p.)
- Alfred Szklarski, Tomek w krainie kangurów (primul volum al seriei despre Tomek Wilmowski), ilustrații de Mieczysław Serwin-Oracki, 1957 (245 p.)
- Robert Śmiela, Dziennik Górnośląski, 1957 (223 p.)
- Edward Štorch, Nad Wielką Rzeką, ed. a III-a corectată, trad. de Jadwiga Bułakowska, 1957 (166 p.)
- Maria Wardasówna, Maryśka ze Śląska, ed. a II-a, 1957 (142 p.)
- Stanisław Wasylewski, Legendy i baśnie śląskie, 1957 (145 p.)

1958: 
- Bogdan Brzeziński, Banderola nr 77788, 1958 (75 p.), seria Złota Podkowa
- Jan Brzoza, Lodzia tramwajarka, 1958 (56 p.), seria Złota Podkowa
- Teodor Jeske-Choiński, Gasnące słońce, 1958 (442 p.)
- Teodor Jeske-Choiński, Ostatni Rzymianie, 1958 (483 p.)
- Brown z Calaveras i inne opowiadania, 1958 (56 p.), seria Złota Podkowa
- Nikołaj Daszkijew, Wiktor Popow, Skradziony głos i inne opowiadania naukowo-fantastyczne, trad. de Stanisław Rurański, 1958 (53 p.), seria Złota Podkowa
- John Galsworthy, Córka Żyrondy, 1958 (48 p.), seria Złota Podkowa
- Jerzy Głębocki, Kurs na Polskę, 1958 (157 p.)
- Bret Harte, Pocztmistrzyni, 1958 (48 p.), seria Złota Podkowa
- Kalendarz Śląski na rok 1959, 1958 (363 p.)
- Zofia Kossak-Szczucka, Nieznany kraj, 1958 (285 p.)
- Tadeusz Kostecki, Dom cichej śmierci, ed. a II-a, 1958
- Władysław Łoziński, Zapatan, 1958 (64 p.), seria Złota Podkowa
- Fortunino Matania, Stanley J. Weyman, Mariamne – żona Heroda 1958 (60 p.)
- Władysław Smólski, Dziewięć narzeczonych doktora Kudełka, 1958 (60 p.)
- Alfred Szklarski, Przygody Tomka na Czarnym Lądzie, ilustr. de Józef Marek, 1958 (301 p.)
- Wilhelm Szewczyk, Z kraju Lompy, 1958 (34 p.)
- Zygmunt Sztaba, Co czwartek ginie człowiek 1958
- Edward Štorch, Brązowy skarb, trad. de Jadwiga Bułakowska, 1958 (134 p.)

1959: 
- Honoré de Balzac, Grazia Deledda ș.a., Fatalny sztylet, 1959
- Leon Barbecki, Pamiętniki generała broni L. Berbeckiego, 1959 (287 p.)
- Marjorie Boulton, List zza grobu, 1959
- Kazimierz Gołba, Wieża spadochronowa. Harcerze śląscy we wrześniu 1939, 1959 (188 p.)
- Jaroslav Hašek, N.M. O'Raywen ș.a., Lekarz czy morderca i inne opowiadania, 1959, seria Złota Podkowa
- Mike W. Kerrigan, Porwanie Brett Macroft, 1959
- Tadeusz Kostecki, Dziwna sprawa, 1959 (363 p.)
- Tadeusz Kostecki, Kaliber 6-35, ed. a II-a, 1959
- Antoni Marczyński, Dwunasty telewizor, 1959 (105 p.), seria Złota Podkowa
- Stanisława Platówna, Zakamarki, 1959
- Wilhelm Szewczyk, Zima boi się drzew, 1959 (57 p.)
- Alfred Szklarski, Tomek na wojennej ścieżce, ilustr. de Józef Marek, 1959 (298 p.)
- Zygmunt Sztaba, Puszka błękitnej emalii, 1959
- Mike W. Kerrigan, Porwanie Brett Macroft, 1959 (404 p.)

1960: 
- Antologia poezji łużyckiej, selecție de Wilhelm Szewczyk, 1960 (355 p.)
- Beskid Śląski. Informator – krótki przewodnik turystyczny, lucrare colectivă editată de Andrzej Hławiczki, 1960 (106 p.)
- Marjorie Boulton, Szantaż, 1960
- Stanisław Broszkiewicz, Abwehra straciła trop, 1960 (176 p.)
- Mieczysław R. Frenkel, To jest morderstwo, 1960 (332 p.)
- Henry Rider Haggard, Potwór Heu-Heu, trad. de Bronisław Falk (red. de Bronisław Stępowski), 1960 (94 p.)
- Adam Hollanek, Zbrodnia wielkiego człowieka, 1960 (91 p.), seria Złota Podkowa
- Halina Krahelska, Zdrada Heńka Kubisza, 1960 (448 p.)
- Kazimierz Popiołek, Śląsk w oczach okupanta, 1960 (257 p.)
- Magdalena Samozwaniec, Czy pani mieszka sama?, ilustr. de Gwidon Miklaszewski, 1960 (246 p.)
- Olga Scheinpflugová, Ballada z przedmieścia, trad. de Emilia Witwicka, 1960 (131 p.)
- Alfred Szklarski, Tomek w krainie kangurów, ilustr. Józef Marek, ed. a II-a completată și extinsă, 1960 (299 p.)
- Jiří Štefl, Morderstwo z grzeczności, 1960 (184 p.)
- Emil Vachek, Przygody złodzieja Stawinogi, 1960

1961: 
- Waldemar Bonsels, Pszczółka Maja i jej przygody, 1961 (76 p.)
- Mieczysław R. Frenkel, Ślepy pasażer, 1961
- Franciszek Klon, Chłopcy z czarnej hałdy, 1961 (156 p.)
- Stefan Migdał, Piłsudczyzna w latach pierwszej wojny światowej. Zarys działalności i ideologii, 1961 (291 p.)
- Roman Samsel, Teatr Ludzi Uczciwych, 1961 (121 p.)
- Alfred Szklarski, Tomek na tropach Yeti, ilustr. de Józef Marek, 1961 (321 p.)

1962: 
- Aleksander Baumgardten, Spotkanie z jutrem, 1962 (262 p.)
- Barbara Gordon, Adresat nieznany, 1962 (112 p.)
- Gerhart Hauptmann, Księga namiętności, 1962 (328 p.)
- Jan Pierzchała, Anastazy Kowalczyk. Opowieść biograficzna, 1962 (118 p.)
- Jan Pierzchała, Legenda Zagłębia, 1962 (237 p.)
- Przewodnik po Katowicach, 1962 (228 p.)
- Wilhelm Szewczyk, Literatura niemiecka w XX wieku, 1962 (383 p.)
- Seweryna Szmaglewska, Czarne stopy, 1962 (219 p.)
- Zbigniew Żakiewicz, Chłopiec o lisiej twarzy, 1962 (126 p.)

1964: 
- Jan Baranowicz, Potok Łabajów, 1964 (176 p.)
- Pola Gojawiczyńska, Ziemia Elżbiety, ed. a VIII-a, 1964 (229 p.), seria Biblioteka Karola Miarki
- Gerhart Hauptmann, Kacerz z Soany, 1964 (77 p.)
- Gerhart Hauptmann, Szaleniec boży, Emanuel Quint, ed. a II-a revăzută și adăugită, 1964 (360 p.)
- Jan Koprowski, Powrót do kraju, 1964 (120 p.)
- Gustaw Morcinek, Górniczy Zakon, 1964 (368 p.)
- Václav Řezáč, Zielona książka, trad. de Zofia Kowalewska, 1964 (91 p.)
- Wilhelm Szewczyk, Trzciny, 1964 (326 p.)
- Vladislav Vančura, Kapryśne lato, trad. de Zdzisław Hierowski, 1964 (101 p.)
- Leon Wantuła, Nigdy za późno, 1964 (276 p.)
- Stanisław Wasylewski, Szkice serdeczne i przewrotne. Książka dla miłośników przeszłości Śląska, 1964 (124 p)

1968: 
- Zofia Krajewska, Roman Dyboski (1883–1945), 1968 (109 p.)
- Poradnik górnictwa odkrywkowego, trad. din germană, 1968 (722 p.)

1969: 
- Mirosław Fazan, Witold Nawrocki, Katowickie środowisko literackie w latach 1945-1967, 1969 (304 p.)
- Mirko Pašek, Poławiacze pereł, trad. de Donata Ciepieńko-Zielińska, 1969 (184 p.)
- Albin Siekierski, Dziewczyna ze strzelnicy, 1969 (338 p.)

1970: 
- Jan Baranowicz, Hobby pułkownika Kościeja, 1970 (240 p.)
- Władysław Bochenek, Smak dojrzałych owoców, 1970 (164 p.)
- Marcin Borecki, Zygmunt Dabiński, Obudowa metalowa wyrobisk ścianowych, 1970
- Jan Drda, Miasteczko na dłoni, 1970 (329 p.), seria Biblioteka Pisarzy Czeskich i Słowackich
- Jeremi Gliszczyński, Mieczysław Syrek, Podstawy wiedzy o gospodarce PRL, 1970 (558 p.)
- Janosch, Cholonek, czyli dobry Pan Bóg z gliny, 1970 (258 p.)
- Władysław Kubiczek, Viêt-Nam kraj Południa, 1970 (237 p.)
- Janina Macierzewska, Drogi wycięte mieczem, 1970 (552 p.), seria Biblioteka Karola Miarki
- Janusz Makarczyk, Przez morza i dżungle. Powieść dla dorastającej młodzieży, ed. a IV-a, 1970 (192 p.)
- Roman Tomczyk, Ryjoczkowego ciała opisanie, 1970 (356 p.)
- Ziemia rybnicko-wodzisławska, red. Józef Ligęza, 1970 (510 p.)

1971: 
- František Běhounek, Wąwóz pod Rjukanem, tłum. Jadwiga Bułakowska, 1971 (372 p.)
- Jan Brzoza, Przyszedł dobry dzień, 1971 (465 p.)
- Karel Čapek, Fabryka absolutu, trad. de Paweł Hulka-Laskowski, 1971 (188 p.), seria Biblioteka Pisarzy Czeskich i Słowackich
- Roman Jasiński, Pieśń puszczy, 1971 (117 p.)
- Nina Kracherowa, Progi, 1971
- Zofia Lewandowska, Piękni i dobrzy, 1971 (293 p.)
- Albin Siekierski, Ziemia nie boi się kul, 1971 (298 p.)
- Kazimierz Traciewicz, Korniki, 1971 (376 p.)
- Leon Wantuła, Wycieczka z narzeczoną, 1971 (168 p.)
- W pięćdziesiątą rocznicę powstań śląskich, red. Henryk Rechowicz, 1971 (396 p.)
- Województwo katowickie. Wczoraj - dziś - jutro, 1971 (35 p.)

1978: 
- Tadeusz Bujnicki, O poezji rewolucyjnej. Szkice i sylwetki, 1978 (298 p.)
- Jan Drda, Bajki czeskie, 1978 (301 p.), seria Biblioteka Pisarzy Czeskich i Słowackich
- Witold Frycz, Górnik strzałowy, 1978 (112 p.)
- Edmund Niziurski, Awantury kosmiczne, 1978 ISBN: 83-216-0286-X
- Zdzisław S. Pietras, Bolesław Krzywousty, 1978 (244 p.)
- Poczta na południu. Antologia młodej prozy słowackiej, selecție de Štefan Drug, trad. de Anna Jolanta Bluszcz ș.a., 1978 (362 p.)
- Herbert Scurla, Aleksander von Humboldt, 1978 (422 p.)
- Dionizy Sidorski, Szalony jasnowidz, 1978 (287 p.)
- Albin Siekierski, Nie odpoczywa w spokoju, 1978 (152 p.)
- Andrzej Trepka, Dwunastu apostołów, 1978 (296 p.)
- Henryka Wolna, Matka Lepiorzów, 1978 (254 p.)

1981: 
- George Bidwell, Ulubieniec Narodu. Lord Palmerston, 1981 (270 p.)
- Jan Brzoza, Ziemia, ed. a III-a, 1981 (255 p.)
- Jerzy Cepik, Krzysztof Kolumb, 1981 (380 p.)
- Stanisław Horak, Muzeum, 1981 (156 p.) [seria prozatorska]
- Ivan Horvath, Wiza do Europy, 1981 (236 p.)
- Bohumil Hrabal, Święto przebiśniegu, 1981 (164 p.)
- Romuald Lenech, Co rozum to przyszłość. Opowiadania satyryczne 1981 (162 p.)
- Józef Musioł, Świadkowie, 1981 (171 ss.)
- Albin Siekierski, Ziemia nie boi się kul, 1981
- Andrzej Trepka, Fenomeny przyrody, 1981 ISBN: 8321600069
- Monika Warneńska, Karolinka na tropach Indian, 1981 (266 p.) ISBN: 83-216-0188-X
- Andrzej Wydrzyński, Odwrócone niebo, wyd. IV, 1981 (233 p.)
- Jan Przemsza-Zieliński, Żołnierz nie odszedł bez walki, 1981 (310 p.)

1983: 
- Jan Baranowicz, W krainie baśni, 1983 (234 p.)
- Irena Bednarek, Stanisław Sokołowski, Fanfary i werble. Kulisy wielkiej zbrodni, 1983 (600 p.)
- František Běhounek, Komandosi pułkownika Brenta, ed. a III-a, 1983 (226 p.) [seria kryminalna] ISBN: 83-216-0375-0
- George Bidwell, Lwie Serce, trad. de Anna Bidwell, 1983
- Leon Bielas, Marly dla przyjaciół, 1983 (376 p.) ISBN: 83-216-0360-2 [seria prozatorska]
- Jerzy Cepik, Leonardo da Vinci, 1983 (432 p.)
- Karel Čapek, Bajki i przypowiastki, trad. de Anna Jolanta Bluszcz, 1983 (166 p.), seria Biblioteka Pisarzy Czeskich i Słowackich
- Edward Długajczyk, Sanacja śląska 1926-1939, 1983 (372 p.)
- Kazimierz Gołba, Wieża spadochronowa. Harcerze śląscy we wrześniu 1939, 1983 (192 p.)
- Bohumil Hrabal, Aferzyści i inne opowiadania, 1983 (287 p.) ISBN: 83-21603564
- Kalendarz Śląski 1984, 1983 (305 p.)
- Josef Kleibl, Skąd przychodzisz Adamie?, ed. a II-a, 1983 (183 p.)
- Krystyna Kolińska, Listy do nie kochanych, 1983 (280 p.) ISBN: 83-216-0340-8
- Julian Kornhauser, Wspólny język, 1983 (271 p.)
- Józef Ignacy Kraszewski, Historia prawdziwa o Petrku Właście palatynie, ed. a IX-a, 1983 (236 p.)
- Józef Kret, Harcerze wierni do ostatka, 1983 (233 p.)
- Stefan M. Kuczyński, Zawisza Czarny, ed. a II-a, 1983 (352 p.)
- Ewa Lach, Na latającym dywanie, 1983 (194 p.)
- Cezary Leżeński, Strachy z Pałacowej Wieży czyli Filip detektywem, 1983 (139 p.) ISBN: 83-216-0325-4
- Janusz Makarczyk, Siostra zjedzonego człowieka, 1983 (238 p.)
- Jan Malicki, Laury, togi, pastorały. Szkice o kulturze literackiej renesansowego Śląska, 1983 (179 p.)
- Edmund Niziurski, Awantura w Niekłaju, 1983 (339 p.)
- Marcin Nowak-Njechorński, Mistrz Krabat - dobry łużycki czarodziej, 1983 (47 p.)
- Jan Pierzchała, Opasani ciemnością, 1983 (133 p.)
- Janusz Roszko, Ostatni rycerz Europy, 1983 (465 p.)
- Donat Šajner, Wielka włóczęga, 1983

1984: 
- George Bidwell, Najcenniejszy klejnot, 1984 (243 p.)
- Władysław Bochenek, Jedna zima z Moniką, 1984 (165 p.)
- Jerzy Edigey, Zdjęcie z profilu, 1984 (213 p.)
- Jan Kantyka, Na beskidzkich szlakach, 1984 (419 p.)
- Ryszard Kincel, Kłopotliwy książę Sułkowski, 1984 (175 p.)
- Andrzej Konieczny, Tajna broń Reinharda Heydricha, 1984 (292 p.) [seria kryminalna]
- Florian Krasucki, Zagrożenia elektryczne w górnictwie, 1984 ISBN: 83-216-0400-5
- Gustaw Morcinek, Opowiadania, 1984 (401 p.)
- Marta Tomaszewska, Gdzie ten skarb?, 1984 (218 p.), seria Biblioteka Szarej Lilijki
- Tadeusz Wasilewski, Ostatni Waza na polskim tronie, 1984 (290 p.)
- Władysław Zieliński, Ludzie i sprawy hotelu Lomnitz, 1984 (218 p.) ISBN: 83-216-0470-6
- Stefan Zweig, Magellan, trad. de Zofia Petersowa, ed. a II-a, 1984 (166 p.)

1989: 
- Anna și George Bidwellowie, Admirał i kochanek, 1989 (264 p.)
- Czesław Binek, Przeklęty szatan i wielka miłość Antoniny Tyczkówny, 1989 (155 p.) ISBN: 8321608515
- Jaroslav Hašek, Nieznane przygody dobrego wojaka Szwejka i inne opowiadania, selecție și trad. de Witold Nawrocki, 1989, (306 p.) ISBN: 8321607683 seria Biblioteka Pisarzy Czeskich i Słowackich
- James Hilton, Zaginiony horyzont, 1989 (195 p.) ISBN: 83-21607713 seria Science Fiction
- Jean-Pierre Hubert, Obszar Marzyciela, 1989 (206 p.) ISBN: 83-21607721 seria Science Fiction
- Alois Jirásek, Stare podania czeskie, trad. de Maria Erhardtowa, wyd. II, 1989, (235 p.) ISBN: 8321607543 seria Biblioteka Pisarzy Czeskich i Słowackich
- Nina Kracherowa, Partyzant moralności, 1989 (332 p.)
- Zofia Lewandowska, Życie odzyskane, 1989 (144 p.) [seria prozatorska]
- Jiří Marek, I nastał wiek błogi..., 1989 (234 p.) ISBN: 83-21607586 seria Science Fiction
- Marek Oramus, Hieny cmentarne, 1989 (280 p.) ISBN: 83-21607241 seria Science Fiction
- Krystian Piwowarski, Portret trumienny, 1989 (144 p.) ISBN: 83-216-0786-1 [seria prozatorska]
- Gabriela Porębina, Od proletkultu do realizmu socjalistycznego. Węzłowe problemy literatury radzieckiej okresu międzywojennego, 1989 (450 p.) ISBN: 8321607470
- Janusz Roszko, Awanturnik nieśmiertelny, 1989 (340 p.)
- W skarbnikowym królestwie. Baśnie i podania śląskie, 1989 (364 p.)

1990: 
- Graham Greene, Monsignore Kichote, trad. de Janina Karczmarewicz-Fedorowska, 1990 (283 p.) ISBN: 8321609155
- Leszek Mech, Władysław Nehrebecki, Bolek i Lolek. Grobowiec faraona, 1990 (15 p.)
- Wasilij Sidichmienow, Ostatni cesarze Chin, trad. de Jerzy Abkowicz i Roman Sławiński, 1990, (307 p.) ISBN: 8321609007
- Wera Sztabowa, Krupnioki i moczki czyli gawędy o kuchni śląskiej, 1990 (199 p.) ISBN: 83-216-0935-X
- Michel Tournier, Król Olch, trad. de Leon Bielas, 1990, (277 p.) ISBN: 8321608574
- Jules Verne, Północ kontra Południe, trad. de Bożena Sęk, 1990, (280 p.) ISBN: 8321610048
- Stefan Zweig, Maria Antonina, trad. de Zofia Petersowa, ed. a III-a, 1990 (367 p.) ISBN: 8321609147 seria Z medalionem

1991: 
- Olaf Stapledon, Dziwny John. Historia pół żartem, pół serio, 1991 (254 p.) ISBN: 83-21607527 seria Science Fiction
- Marta Tomaszewska, Tetraktys, 1991 (267 p.) ISBN: 8321607519

1992: 
- Ryszard Kincel, Kto dobre piwo warzył, 1992 (19 p.)

1993: 
- Edward Długajczyk, Tajny front na granicy cieszyńskiej. Wywiad i dywersja w latach 1919-1939, 1993 (284 p.) ISBN: 83-85831037
- Philipp Vandenberg, Piąta ewangelia, trad. de Wawrzyniec Sawicki, 1993 (315 p.) ISBN: 8385831401